# Шарикова, Татьяна Васильевна
Татьяна Васильевна Шарикова (14 декабря 1909, Новое Истомино, Смоленская губерния — 11 октября 1982, Видное, Московская область) — передовик советского сельского хозяйства, овцевод колхоза имени Куйбышева Сафоновского района Смоленской области, Герой Социалистического Труда (1966).

## Биография
Родилась 14 декабря 1909 года в деревне Новое Истомино (ныне — в Сафоновском районе Смоленской области) в бедной многодетной крестьянской семье. Рано начала трудиться, батрачила в частных хозяйствах. Образование получила уже в Советское время. Очень быстро стала хорошим овцеводом, способным к труду и достижению высоких результатов в работе с животными.
Самая первая вступила в местный колхоз. Всю свою жизнь проработала старшим овцеводом колхоза имени Куйбышева. Длительное время показывала высокие результаты в овцеводстве. Получала по 2-3 ягнёнка от каждой овцематки в год, настриг шерсти тоже был рекордным. В 1965 году сумела получить по 2 ягнёнка от каждой из 270 овцематок, заняла первое место в социалистическом соревновании.
«За достигнутые успехи в развитии животноводства, увеличении производства и заготовок мяса, молока, яиц и шерсти и другой продукции», указом Президиума Верховного Совета СССР от 22 марта 1966 года Татьяне Васильевне Шариковой было присвоено звание Героя Социалистического Труда с вручением ордена Ленина и медали «Серп и Молот».
Продолжала работать овцеводом в колхозе до выхода на пенсию в 1969 году. Персональный пенсионер Союзного значения.
Проживала в деревне Новое Истомино. В последние годы жизни проживала в городе Видное Московской области. Умерла 11 октября 1982 года.

## Награды
За трудовые успехи была удостоена:
- золотая звезда «Серп и Молот» (22.03.1966);
- орден Ленина (22.03.1966);
- Орден Трудового Красного Знамени (10.03.1958);
- другие медали.